# لیگ برتر فوتبال آفریقای جنوبی
لیگ برتر فوتبال آفریقای جنوبی (انگلیسی: South African Premier Division) بالاترین سطح مسابقات فوتبال باشگاهی در کشور آفریقای جنوبی است که از سال ۱۹۹۶ با ساختار و نام فعلی برگزار می‌شود.
این لیگ در حال حاضر با ۱۶ تیم برگزار می‌شود که از جمله آن‌ها می‌توان به کیپ‌تاون سیتی، مامیلودی سانداونز، کایزر چیفس، پولوکوین سیتی، اورلاندو پایرتس و پلاتینیوم استارز اشاره کرد.